# Afroleptomydas lindneri
Afroleptomydas lindneri är en tvåvingeart som beskrevs av Hesse 1972. Afroleptomydas lindneri ingår i släktet Afroleptomydas och familjen Mydidae.
Artens utbredningsområde är Namibia. Inga underarter finns listade i Catalogue of Life.